# Weihui
Weihui (en chino, 卫辉; pinyin, Wèihuī (escuchar)ⓘ) es un municipio  bajo la administración directa de la Prefectura Xinxiang en la Provincia de Henan, República Popular China.  Su área es de 858 km² y su población total para 2010 superó los 490 mil de habitantes. 

## Administración
A junio de 2025, el  Municipio Weihui se divide en 13 pueblos que se administran en 7 poblados y 6  villas.

## Toponimia
El topónimo Weihui [/uéi-Juéi/] surgió por primera vez en la dinastía Yuan, cuando las Provincias Wei (卫州 Weizhou) y Hui (辉州 Huizhou) se fusionaron para formar el Subdistrito Weihui. En 1988, se abolió el Condado Ji (汲县) y se fundó la ciudad de Weihui.